# 1602 год в музыке

## События
5 декабря — первое исполнение оперы Джулио Каччини «Эвридика».

## Родились
- Франческо Кавалли — итальянский композитор.
- Уильям Лоуз — английский композитор и музыкант, младший современник Шекспира, один из основоположников английской музыки барокко

## Скончались
- 11 марта — Эмилио де Кавальери (итал. Emilio de' Cavalieri),итальянский композитор, органист, танцор и хореограф (родился ок. 1550)
- октябрь — Томас Морли (англ. Thomas Morley), английский композитор, теоретик музыки и нотоиздатель (родился в 1557 или 1558)